# Departamento de Magta-Lahjar
Magta-Lahjar es un departamento de la región de Brakna, en Mauritania. En marzo de 2013 presentaba una población censada de 57 672 habitantes. Está formado por las siguientes comunas, que se muestran asimismo con población de marzo de 2013:
- Magta-Lahjar 18,616
- Djonaba 11,019
- Ouad Emour 11,941
- Sangravé 16,096[1]